# Alkidamas (Sohn des Alexinomos)
Alkidamas (altgriechisch Ἀλκιδάμας Alkidámas) ist eine Gestalt der griechischen Mythologie.
Der aus Kaunos stammende Alkidamas war laut Quintus von Smyrna, der einzigen Quelle, der Sohn des Alexinomos und Bruder von Melaneus. Beide Brüder nahmen aufseiten Ilions am Trojanischen Krieg teil und wurden von Neoptolemos getötet.